# Nati il 28 luglio

## XII secolo(2)
- 1165 - Ibn Arabi, filosofo, mistico e poeta arabo († 1240)
- 1193 - Kujō Michiie, poeta giapponese († 1252)

## XIII secolo(1)
- 1203 - Kujō Motoie, poeta giapponese († 1280)

## XIV secolo(1)
- 1347 - Margherita di Durazzo, sovrana italiana († 1412)

## XV secolo(2)
- 1457 - Jacopo Sannazaro, poeta e umanista italiano († 1530)
- 1462 - Ludovica di Savoia († 1503)

## XVI secolo(4)
- 1516 - Guglielmo di Jülich-Kleve-Berg, duca tedesco († 1592)
- 1544 - Ferrante Gonzaga, nobile e condottiero italiano († 1586)
- 1572 - Odo van Maelcote, scienziato e matematico belga († 1615)
- 1583 - Johann Remmelin, medico e matematico tedesco († 1632)

## XVII secolo(17)
- 1607 - Ulrich Franz von Kolowrat-Liebsteinsky, nobile e politico austriaco († 1650)
- 1609 - Judith Leyster, pittrice e disegnatrice olandese († 1660)
- 1613 - Diego Zapata de Mendoza y Sidonia, politico e nobile spagnolo († 1674)
- 1615 - Charles de Noyelle, gesuita belga († 1686)
- 1617 - Nicolás Antonio, bibliotecario e bibliografo spagnolo († 1684)
- 1627 - Giovanni Francesco Desiderato di Nassau-Siegen, principe tedesco († 1699)
- 1629 - Luisa Cristina di Savoia, nobildonna italiana († 1692)
- 1645 - Margherita Luisa d'Orléans, nobile francese († 1721)
- 1659 - Charles Ancillon, scrittore francese († 1715)
- 1662 - Marino Groppelli, scultore e architetto italiano († 1728)
- 1674 - Charles Boyle, IV conte di Orrery, politico irlandese († 1731)
- 1676 - Federico II di Sassonia-Gotha-Altenburg, duca tedesco († 1732)
- 1680 - Giovan Battista Minucci, religioso e vescovo cattolico italiano († 1767)
- 1684 - Pietro Francesco Bussi, cardinale italiano († 1765)
- 1694 - Aleksandr Borisovič Buturlin, nobile e ufficiale russo († 1767)
- 1696 - Jacques Philippe D'Orville, filologo e storico olandese († 1751)
- 1699 - Amalia d'Este, nobile italiana († 1778)

## XVIII secolo(25)
- 1701 - Giacomo Sellitto, compositore italiano († 1763)
- 1702 - Sigismondo IV Gonzaga, marchese († 1779)
- 1710 - Johann Caspar Goethe, giurista e scrittore tedesco († 1782)
- 1721 - Pierre Jaquet-Droz, orologiaio svizzero († 1790)
- 1723 - Sámuel Gyulay, generale austriaco († 1802)
- 1731 - Théodore Vernier, politico e avvocato francese († 1818)
- 1750 - Fabre d'Églantine, attore teatrale, drammaturgo e rivoluzionario francese († 1794)
- 1751 - Geneviève de Gramont, nobildonna francese († 1794)
- 1751 - Joseph Habersham, politico e militare statunitense († 1815)
- 1757 - Marina Querini, nobildonna italiana († 1839)
- 1760 - Claude Carra Saint-Cyr, generale e diplomatico francese († 1834)
- 1767 - Domenico Bossi, pittore e miniaturista italiano († 1853)
- 1769 - Hudson Lowe, generale britannico († 1844)
- 1771 - Jean Emile Humbert, militare e archeologo olandese († 1839)
- 1775 - Giovanni Patrizi Naro Montoro, VIII marchese di Montoro, nobile, militare e politico italiano († 1818)
- 1775 - Hussey Vivian, I barone Vivian, generale britannico († 1842)
- 1777 - Guglielmo II d'Assia-Kassel, sovrano tedesco († 1847)
- 1777 - Niccola Palma, presbitero, storiografo e storico italiano († 1840)
- 1780 - Joaquina Sitchez, soprano e attrice teatrale spagnola († 1864)
- 1783 - Pierre Claude François Delorme, pittore e incisore francese († 1859)
- 1788 - Giuseppe Canella, pittore italiano († 1847)
- 1790 - Ivan Petrovič Liprandi, generale e storico russo († 1880)
- 1791 - Emma Edgcumbe, nobildonna inglese († 1872)
- 1794 - Charles Longley, arcivescovo anglicano britannico († 1868)
- 1796 - Pakubuwono VII, sovrano indonesiano († 1858)

## XIX secolo(144)
- 1804 - Ludwig Feuerbach, filosofo e storico delle religioni tedesco († 1872)
- 1805 - Giuditta Grisi, mezzosoprano italiano († 1840)
- 1808 - Cosroe Dusi, pittore italiano († 1859)
- 1808 - Ettore Galli, medaglista italiano († 1841)
- 1808 - Charles Lucas, compositore, violoncellista e direttore d'orchestra inglese († 1869)
- 1812 - Józef Ignacy Kraszewski, scrittore polacco († 1887)
- 1813 - Leopoldo Cattani Cavalcanti, politico italiano († 1882)
- 1813 - Alberto Mazzucato, compositore e critico musicale italiano († 1877)
- 1813 - Prospero Richelmy, nobile, ingegnere idraulico e docente italiano († 1883)
- 1820 - Luigi Tanari, politico italiano († 1904)
- 1828 - Iosif Vladimirovič Gurko, generale e politico russo († 1901)
- 1829 - Emilio Bignami, patriota, scrittore e ingegnere italiano († 1910)
- 1829 - Martín Boneo, pittore argentino († 1915)
- 1830 - Charles Franklin Dunbar, economista statunitense († 1900)
- 1833 - Antonia Masanello, patriota italiana († 1862)
- 1835 - Hilda Sjölin, fotografa svedese († 1915)
- 1839 - Costantino Maes, bibliotecario e pubblicista italiano († 1910)
- 1840 - Edward Drinker Cope, paleontologo, erpetologo e ittiologo statunitense († 1897)
- 1840 - George Burritt Sennett, ornitologo statunitense († 1900)
- 1841 - Paolina Schiff, attivista italiana († 1926)
- 1843 - William Turner Thiselton-Dyer, botanico britannico († 1928)
- 1844 - Gerard Manley Hopkins, gesuita e poeta inglese († 1889)
- 1844 - Lorenzo Latorre, politico e militare uruguaiano († 1916)
- 1845 - Davide Besso, matematico italiano († 1906)
- 1845 - Émile Boutroux, filosofo francese († 1921)
- 1845 - William Carington, politico e ufficiale inglese († 1914)
- 1847 - James Lindsay, XXVI conte di Crawford, politico scozzese († 1913)
- 1849 - Gustave Maroteau, giornalista francese († 1875)
- 1850 - Teresa del Liechtenstein, principessa austriaca († 1938)
- 1851 - Theodor Lipps, filosofo e psicologo tedesco († 1914)
- 1851 - Cataldo Schiralli, magistrato e politico italiano († 1937)
- 1852 - Giovanni Pavoni, avvocato e politico italiano († 1903)
- 1852 - James Roche, III barone Fermoy, nobile irlandese († 1920)
- 1852 - Ida di Schaumburg-Lippe, principessa († 1891)
- 1855 - Louisine Havemeyer, filantropa statunitense († 1929)
- 1856 - Aristide Leonori, ingegnere italiano († 1928)
- 1856 - Samuel Wassall, militare britannico († 1927)
- 1858 - Francesco Scaduto, giurista e politico italiano († 1942)
- 1858 - Domenico Zanichelli, giurista italiano († 1908)
- 1860 - Anastasija Michajlovna Romanova, nobile russa († 1922)
- 1861 - John Albert Johnson, politico statunitense († 1909)
- 1861 - Friedrich Keutgen, storico tedesco († 1936)
- 1861 - Louis Vivin, pittore francese († 1961)
- 1862 - Arnaldo Bonaventura, musicologo e saggista italiano († 1952)
- 1862 - Fritz Syberg, pittore e illustratore danese († 1939)
- 1864 - Stephen Phillips, poeta e drammaturgo inglese († 1915)
- 1866 - Nino Basile, storico e storico dell'arte italiano († 1937)
- 1866 - Rosario Garibaldi Bosco, politico e scrittore italiano († 1936)
- 1866 - Émile Poilleux, violinista e compositore francese († 1924)
- 1866 - Beatrix Potter, illustratrice, scrittrice e naturalista britannica († 1943)
- 1866 - Albertson Van Zo Post, schermidore statunitense († 1938)
- 1867 - Charles Dillon Perrine, astronomo argentino († 1951)
- 1868 - Harry Blackstaffe, canottiere britannico († 1951)
- 1868 - Thomas Peter Krag, scrittore norvegese († 1913)
- 1868 - Giuseppe Pellizza da Volpedo, pittore italiano († 1907)
- 1868 - Leonhard Ragaz, teologo, giornalista e politico svizzero († 1945)
- 1868 - Theodor Wulf, fisico e gesuita tedesco († 1946)
- 1870 - Henri Jaspar, politico belga († 1939)
- 1871 - Sergej Nikolaevič Bulgakov, filosofo, teologo e scrittore russo († 1944)
- 1872 - Fred Sanderson, tennista statunitense († 1928)
- 1872 - Albert Sarraut, politico francese († 1962)
- 1873 - Louisa Garrett Anderson, medico e chirurgo britannica († 1943)
- 1873 - Hugo Reichenberger, direttore d'orchestra e compositore tedesco († 1938)
- 1874 - Gaspare Bolla, cavaliere e aviatore italiano († 1915)
- 1874 - Ernst Cassirer, filosofo tedesco († 1945)
- 1874 - Alice Duer Miller, scrittrice e poetessa statunitense († 1942)
- 1874 - Joaquín Torres García, pittore, designer e imprenditore uruguaiano († 1949)
- 1875 - Rudolf Stähelin, medico svizzero († 1943)
- 1877 - Andrés Barbero, botanico, medico e scienziato paraguaiano († 1951)
- 1877 - Annibale Caretta, militare italiano († 1918)
- 1877 - Will Davis, pistard francese († 1932)
- 1877 - Virgile Gaillard, calciatore francese († 1943)
- 1877 - Béla Kiss, serial killer ungherese
- 1878 - Domenico Cigna, politico, giurista e giornalista italiano († 1946)
- 1878 - Rudolf Swideriski, scacchista tedesco († 1909)
- 1879 - Vittorio Ambrosio, generale italiano († 1958)
- 1879 - Lucy Burns, attivista statunitense († 1966)
- 1879 - Gabriel Miró, scrittore spagnolo († 1930)
- 1879 - Charlie Paynter, calciatore e allenatore di calcio inglese († 1970)
- 1879 - Bert St. John, tennista australiano († 1932)
- 1880 - Volodymyr Kyrylovič Vynnyčenko, politico, scrittore e drammaturgo ucraino († 1951)
- 1881 - Guido Bigio, pilota automobilistico e progettista italiano († 1913)
- 1881 - Günther Quandt, imprenditore tedesco († 1954)
- 1881 - Léon Spilliaert, pittore belga († 1946)
- 1882 - Luigi Bianchi, stilista italiano († 1971)
- 1883 - Giulio Cerpi, fantino italiano († 1952)
- 1883 - Emil Hasler, calciatore svizzero († 1932)
- 1883 - Angela Hitler, austriaca († 1949)
- 1883 - Vittorio Valletta, dirigente d'azienda italiano († 1967)
- 1886 - Ruby Hoffman, attrice statunitense († 1973)
- 1886 - Marcel Jousse, gesuita e antropologo francese († 1961)
- 1886 - Domenico Marotta, chimico, igienista e dirigente pubblico italiano († 1974)
- 1886 - Gustavo Testa, cardinale e arcivescovo cattolico italiano († 1969)
- 1887 - Heranush Arshagyan, poetessa e romanziera armena († 1905)
- 1887 - Francesco Bartolomeo DeLeone, compositore statunitense († 1948)
- 1887 - Marcel Duchamp, pittore, scultore e scacchista francese († 1968)
- 1887 - Giordano Bruno Ferrari, pittore e partigiano italiano († 1944)
- 1887 - Angelo Franco, scultore italiano († 1961)
- 1887 - Tetsu Katayama, politico giapponese († 1978)
- 1887 - Mario Marazzani, generale italiano († 1969)
- 1887 - Pio Pullini, pittore, decoratore e illustratore italiano († 1955)
- 1887 - Raoul Stojsavljevic, aviatore e militare austro-ungarico († 1930)
- 1888 - Rosina Ferrario, aviatrice italiana († 1957)
- 1891 - Maurice Blitz, pallanuotista belga († 1975)
- 1891 - Richard Gallagher, attore statunitense († 1955)
- 1891 - Marian Gamwell, militare britannica († 1977)
- 1891 - Eduardo Víctor Haedo, politico uruguaiano († 1970)
- 1891 - Severino Merli, militare italiano († 1916)
- 1891 - Franco Monzino, imprenditore italiano († 1953)
- 1891 - István Tóth, allenatore di calcio e calciatore ungherese († 1945)
- 1892 - Joe E. Brown, comico e attore statunitense († 1973)
- 1892 - Philippe Cattiau, schermidore francese († 1962)
- 1892 - Curt Dahlgren, schermidore svedese († 1964)
- 1892 - Georges Madon, militare e aviatore francese († 1924)
- 1892 - Eusebio Sarasso, calciatore italiano († 1970)
- 1893 - Giovanni Cao, politico e avvocato italiano († 1981)
- 1893 - Rued Langgaard, compositore e organista danese († 1952)
- 1893 - Bullet Rogan, giocatore di baseball e allenatore di baseball statunitense († 1934)
- 1893 - Alf Svensén, ginnasta svedese († 1935)
- 1894 - Freda Dudley Ward, nobildonna inglese († 1983)
- 1894 - Flavio Busonera, partigiano italiano († 1944)
- 1894 - Enrico Cottino, aviatore italiano († 1917)
- 1895 - Flavio Torello Baracchini, aviatore italiano († 1928)
- 1895 - Giuseppe Doria, calciatore italiano († 1937)
- 1895 - Antonio Girardi, calciatore italiano
- 1895 - John Charles McQuaid, arcivescovo cattolico irlandese († 1973)
- 1896 - Ahmed Barzani, politico curdo († 1969)
- 1896 - Barbara La Marr, attrice, sceneggiatrice e ballerina statunitense († 1926)
- 1897 - Ugo D'Orsi, animatore italiano († 1964)
- 1897 - Charley Finn, pallanuotista statunitense († 1974)
- 1897 - Henryk Reyman, calciatore polacco († 1963)
- 1898 - Lawrence Gray, attore e cantante statunitense († 1970)
- 1898 - Edward Lawry Norton, ingegnere statunitense († 1983)
- 1899 - Philippe Bonnardel, calciatore francese († 1953)
- 1899 - Massimo Caputo, giornalista italiano († 1968)
- 1899 - Alice Cocéa, attrice e cantante francese († 1970)
- 1899 - Frans De Haes, sollevatore belga († 1923)
- 1899 - Kurt Eimann, militare tedesco († 1980)
- 1899 - Wawrzyniec Staliński, calciatore polacco († 1985)
- 1900 - Giuseppe Cagnina, calciatore italiano († 1978)
- 1900 - Dorothy Macmillan, socialite inglese († 1966)
- 1900 - Vladimir Tribuc, ammiraglio sovietico († 1977)
- 1900 - Gaetano Verna, attore e doppiatore italiano († 1958)
- 1900 - Vladimir Adol'fovič Šnejderov, regista cinematografico sovietico († 1973)

## XX secolo(854)
- 1901 - Rudy Vallée, attore, cantante e musicista statunitense († 1986)
- 1902 - Kenneth Fearing, scrittore statunitense († 1961)
- 1902 - Hedwig Haß, schermitrice tedesca († 1992)
- 1902 - Albert Namatjira, pittore australiano († 1959)
- 1902 - Karl Popper, filosofo austriaco († 1994)
- 1902 - Pieter ten Cate, compositore di scacchi olandese († 1996)
- 1903 - Ernst Wilhelm Bohle, politico tedesco († 1960)
- 1903 - John Colin Gregory, tennista britannico († 1959)
- 1903 - Silvina Ocampo, poetessa, scrittrice e pittrice argentina († 1993)
- 1903 - Friedrich Rainer, politico austriaco († 1947)
- 1903 - Paul Schweikher, architetto statunitense († 1997)
- 1904 - Elyesa Bazna, agente segreto albanese († 1970)
- 1904 - Pavel Alekseevič Čerenkov, fisico sovietico († 1990)
- 1904 - Selwyn Lloyd, politico britannico († 1978)
- 1904 - Piero Toscani, pugile italiano († 1940)
- 1905 - William Stephen Finsen, astronomo sudafricano († 1979)
- 1905 - Norm Malloy, hockeista su ghiaccio canadese († 1982)
- 1905 - Guido Martuscelli, politico italiano († 1987)
- 1905 - François Varillon, gesuita e scrittore francese († 1978)
- 1906 - Carlo Alberto D'Albertis, velista italiano († 1983)
- 1906 - Marino Fasan, militare italiano († 1943)
- 1906 - Gottlob Frick, basso tedesco († 1994)
- 1906 - Willy Jäggi, calciatore svizzero († 1968)
- 1906 - David Littmann, cardiologo statunitense († 1981)
- 1906 - Stellio Lozza, politico, partigiano e sindacalista italiano († 1975)
- 1906 - Claude Mondésert, teologo francese († 1990)
- 1906 - Renato Piattoli, paleografo e diplomatista italiano († 1974)
- 1906 - Hermann Schaller, alpinista tedesco († 1931)
- 1907 - Melitta Brunner, pattinatrice artistica su ghiaccio austriaca († 2003)
- 1907 - Grahame Clark, archeologo britannico († 1995)
- 1907 - Guglielmo De Angelis d'Ossat, ingegnere e architetto italiano († 1992)
- 1908 - Emil Bergman, hockeista su ghiaccio svedese († 1975)
- 1908 - James Joseph Byrne, arcivescovo cattolico statunitense († 1996)
- 1908 - Maria Garzena, militare italiana († 1944)
- 1908 - Blanche Mehaffey, attrice statunitense († 1968)
- 1909 - Max Barrett, patologo, botanico e contrabbassista britannico († 1961)
- 1909 - Bruno Bianchi, sindacalista e politico italiano († 1986)
- 1909 - Aenne Burda, editrice tedesca († 2005)
- 1909 - Renato Chabod, politico, avvocato e alpinista italiano († 1990)
- 1909 - Brenda De Banzie, attrice britannica († 1981)
- 1909 - Malcolm Lowry, scrittore britannico († 1957)
- 1909 - Eva Magni, attrice italiana († 2005)
- 1910 - Eduard Einstein, psichiatra svizzero († 1965)
- 1910 - Bill Goodwin, attore statunitense († 1958)
- 1910 - Sydney Scott, pallanuotista maltese († 1990)
- 1911 - Ann Doran, attrice statunitense († 2000)
- 1911 - Gerhard Stöck, giavellottista e pesista tedesco († 1985)
- 1911 - Tony Terlazzo, sollevatore statunitense († 1966)
- 1911 - Giorgio Scerbanenco, giornalista e scrittore italiano († 1969)
- 1912 - Willy Bandholz, pallamanista tedesco († 1999)
- 1912 - Carlo Augusto di Sassonia-Weimar-Eisenach, principe tedesco († 1988)
- 1912 - Ugo Fano, fisico italiano († 2001)
- 1912 - Suzanne Jannin, medico e aviatrice francese († 1982)
- 1912 - Franca Mazzoni, attrice italiana († 1991)
- 1912 - Bonnie Mealing, nuotatrice australiana († 2002)
- 1912 - Angelo Prini, pittore e incisore italiano († 1999)
- 1912 - Gavriil Nikolaevič Veresov, scacchista sovietico († 1979)
- 1912 - Susanne Wantoch, scrittrice, giornalista e traduttrice austriaca († 1959)
- 1913 - Laird Cregar, attore statunitense († 1944)
- 1914 - Carmen Dragon, compositore statunitense († 1984)
- 1914 - Dino Formaggio, filosofo e critico d'arte italiano († 2008)
- 1914 - Joseph T. Gregory, paleontologo statunitense († 2007)
- 1914 - Jean Ousset, scrittore francese († 1994)
- 1915 - Audrey Callaghan, britannica († 2005)
- 1915 - Luigi Carpi, pittore e scenografo italiano († 2004)
- 1915 - Antonio Marceglia, militare italiano († 1992)
- 1915 - Dick Sprang, fumettista statunitense († 2000)
- 1915 - Charles Hard Townes, fisico statunitense († 2015)
- 1916 - David Brown, produttore cinematografico statunitense († 2010)
- 1916 - Austinu Casanova, politico francese († 2008)
- 1916 - Tilly Lauenstein, attrice e doppiatrice tedesca († 2002)
- 1916 - Albert van de Weghe, nuotatore statunitense († 2002)
- 1917 - Jānis Bebris, calciatore lettone († 1969)
- 1917 - Gloria Fuertes, poetessa e scrittrice spagnola († 1998)
- 1917 - Irving Copi, filosofo e logico statunitense († 2002)
- 1917 - Romolo Ravarini, scacchista e compositore di scacchi italiano († 2011)
- 1917 - Hedwig von Trapp, cantante austriaca († 1972)
- 1918 - Davide Curte, calciatore brasiliano
- 1918 - Penaia Ganilau, politico figiano († 1993)
- 1918 - Albert George Wilson, astronomo statunitense († 2012)
- 1919 - Milan Horvat, direttore d'orchestra croato († 2014)
- 1920 - Howard Clark Kee, biblista statunitense († 2017)
- 1920 - Andrew V. McLaglen, regista e produttore cinematografico britannico († 2014)
- 1920 - Arshi Pipa, filosofo, scrittore e poeta albanese († 1997)
- 1920 - Piero Soffici, direttore d'orchestra, compositore e pianista italiano († 2004)
- 1921 - Pietro Giudici, ciclista su strada italiano († 2002)
- 1921 - Paul Le Bohec, pedagogista francese († 2009)
- 1921 - Ernesto Oliveira, calciatore portoghese († 2016)
- 1921 - Fritzi Schwingl, canoista austriaca († 2016)
- 1921 - Renato Zanettovich, violinista italiano († 2021)
- 1922 - Lida van der Anker-Doedens, canoista olandese († 2014)
- 1922 - Jacques Piccard, esploratore e ingegnere svizzero († 2008)
- 1922 - Jacques Pollet, pilota automobilistico francese († 1997)
- 1922 - Edwin Vásquez, tiratore a segno peruviano († 1993)
- 1923 - Theodore Bruce, lunghista australiano († 2002)
- 1923 - Harry Miller, cestista statunitense († 2007)
- 1923 - Lea Padovani, attrice italiana († 1991)
- 1923 - Egidio Palmiri, circense italiano († 2020)
- 1923 - Aristide Sartor, canottiere italiano († 1979)
- 1924 - Anne Braden, attivista statunitense († 2006)
- 1924 - Julija Burdina, cestista sovietica
- 1924 - Benedicto Godoy, calciatore boliviano
- 1924 - Ejvind Hansen, canoista danese († 1996)
- 1924 - Luigi Musso, pilota automobilistico italiano († 1958)
- 1924 - Ilvano Rasimelli, politico e partigiano italiano († 2015)
- 1925 - Baruch Blumberg, biochimico statunitense († 2011)
- 1925 - Ali Bozer, politico e imprenditore turco († 2020)
- 1925 - Ranieri Galluzzo, calciatore italiano († 2009)
- 1925 - George Klein, biologo ungherese († 2016)
- 1925 - Bruno Pesaola, allenatore di calcio e calciatore argentino († 2015)
- 1925 - Giovanni Prodi, matematico italiano († 2010)
- 1925 - Juan Alberto Schiaffino, calciatore e allenatore di calcio uruguaiano († 2002)
- 1925 - John Stonehouse, politico e imprenditore britannico († 1988)
- 1925 - Carlo Vita, scrittore e giornalista italiano († 2019)
- 1925 - Stan Weber, cestista statunitense († 2011)
- 1926 - Inna Makarova, attrice sovietica († 2020)
- 1927 - John Ashbery, poeta statunitense († 2017)
- 1927 - Hans Bauer, calciatore tedesco († 1997)
- 1927 - Saverio Busiri Vici, architetto italiano († 2023)
- 1927 - Pasquale Festa Campanile, regista, sceneggiatore e scrittore italiano († 1986)
- 1927 - Bob Kloppenburg, allenatore di pallacanestro statunitense († 2024)
- 1927 - Ermes Muccinelli, allenatore di calcio e calciatore italiano († 1994)
- 1927 - Ermanno Rea, scrittore, giornalista e fotoreporter italiano († 2016)
- 1928 - Angélica Gorodischer, scrittrice argentina († 2022)
- 1928 - Květa Pacovská, illustratrice e scrittrice ceca († 2023)
- 1928 - Anatolij Porchunov, calciatore sovietico († 1992)
- 1928 - Riccardo Scrivano, critico letterario italiano († 2020)
- 1929 - Rubén Almanza, cestista messicano († 2020)
- 1929 - Enzo Bandelloni, ingegnere italiano († 1978)
- 1929 - Remco Campert, scrittore e poeta olandese († 2022)
- 1929 - Vincenzo Giordano, politico italiano († 2009)
- 1929 - Jacqueline Kennedy Onassis, first lady statunitense († 1994)
- 1929 - Dolfino Ortolan, partigiano italiano († 1945)
- 1929 - Giovanni Romano, calciatore italiano († 1994)
- 1929 - Shōzo Sasahara, lottatore giapponese († 2023)
- 1929 - Werner Vetterli, pentatleta svizzero († 2008)
- 1930 - Claude Boujon, illustratore e scrittore francese († 1995)
- 1930 - Jean Roba, fumettista belga († 2006)
- 1930 - Junior Kimbrough, musicista statunitense († 1998)
- 1930 - Michal Kraus, scrittore ceco († 2018)
- 1930 - Otto Mørkholm, numismatico danese († 1983)
- 1930 - Doudou N'diaye Rose, percussionista senegalese († 2015)
- 1930 - Vittorio Paliotti, giornalista, scrittore e drammaturgo italiano († 2023)
- 1931 - Karl-Friedrich Haas, velocista tedesco († 2021)
- 1931 - Darryl Hickman, attore e insegnante statunitense († 2024)
- 1931 - Mario von Ledebur-Wicheln, diplomatico liechtensteinese († 2020)
- 1931 - Khieu Samphan, politico e rivoluzionario cambogiano
- 1931 - Heinz Robert Schlette, filosofo e teologo tedesco
- 1931 - Mario Talamona, economista e politico italiano († 2006)
- 1932 - Huzihiro Araki, fisico e matematico giapponese († 2022)
- 1932 - Kirk Cooper, velista bermudiano († 2018)
- 1932 - Willard Ikola, hockeista su ghiaccio statunitense († 2025)
- 1932 - Jacob Neusner, storico e teologo statunitense († 2016)
- 1932 - Gaetano Salvatore, medico italiano († 1997)
- 1933 - Jan Gulbrandsen, calciatore norvegese († 2016)
- 1933 - Charlie Hodge, hockeista su ghiaccio canadese († 2016)
- 1933 - Tom Johannessen, calciatore norvegese († 1991)
- 1933 - Maurice Moucheraud, ciclista su strada francese († 2020)
- 1933 - Maria Teresa di Borbone-Parma, attivista († 2020)
- 1934 - Jacques d'Amboise, ballerino, coreografo e attore statunitense († 2021)
- 1934 - Il'ja Aleksandrovič Averbach, regista sovietico († 1986)
- 1934 - Gianni Bonadonna, oncologo italiano († 2015)
- 1934 - Mario Colombo, ex calciatore italiano
- 1934 - Ron Flowers, calciatore inglese († 2021)
- 1934 - Bud Luckey, animatore, regista e doppiatore statunitense († 2018)
- 1934 - Raúl Macías, pugile e attore messicano († 2009)
- 1934 - Brian May, compositore australiano († 1997)
- 1934 - Mr. Wrestling, wrestler statunitense († 2002)
- 1934 - Antonio Schiavoni, ex calciatore italiano
- 1935 - Guido Fink, critico letterario, critico cinematografico e critico teatrale italiano († 2019)
- 1935 - Lisa Gastoni, attrice e ex modella italiana
- 1935 - Luciano Guerzoni, politico italiano († 2017)
- 1935 - Massimo Natili, pilota automobilistico italiano († 2017)
- 1935 - Martin Skaba, calciatore tedesco orientale († 2024)
- 1936 - Rosa María Britton, scrittrice e medico panamense († 2019)
- 1936 - Franco Gandini, ex ciclista su strada e pistard italiano
- 1936 - Ignacio Gogorza Izaguirre, vescovo cattolico spagnolo
- 1936 - Lau Kar Leung, regista, coreografo e attore cinese († 2013)
- 1936 - Bruno Novelli, missionario italiano († 2003)
- 1936 - Svein Weltz, ex calciatore norvegese
- 1937 - Mario Silla Baglioni, politico italiano († 2018)
- 1937 - Italo Biddittu, archeologo italiano
- 1937 - Felipe Cazals, regista e sceneggiatore messicano († 2021)
- 1937 - Michèle Lalonde, scrittrice e drammaturga canadese († 2021)
- 1937 - Ursula Stock, scultrice, pittrice e disegnatrice tedesca
- 1937 - Francis Veber, regista, sceneggiatore e produttore cinematografico francese
- 1937 - John Anthony Walker, militare statunitense († 2014)
- 1938 - Luis Aragonés, allenatore di calcio e calciatore spagnolo († 2014)
- 1938 - César Bocachica, ex cestista portoricano
- 1938 - Arsen Dedić, cantautore, compositore e attore croato († 2015)
- 1938 - Alberto Fujimori, politico peruviano († 2024)
- 1938 - Robert Hughes, critico d'arte e saggista australiano († 2012)
- 1938 - Sanjeev Kumar, attore indiano († 1985)
- 1938 - Chuan Leekpai, politico e avvocato thailandese
- 1938 - Anna Sacconi, filologa classica e grecista italiana
- 1939 - Lina Agostini, giornalista e scrittrice italiana
- 1939 - Renato Cortesi, attore, doppiatore e dialoghista italiano
- 1939 - Charles Cyphers, attore statunitense († 2024)
- 1939 - Gösta Ekman, attore, regista e comico svedese († 2017)
- 1940 - Giampaolo Ambrosi, ex slittinista italiano
- 1940 - Héctor Cincunegui, calciatore uruguaiano († 2016)
- 1940 - Eduardo Endériz, calciatore uruguaiano († 1999)
- 1940 - John Finnis, filosofo e giurista australiano
- 1940 - Phil Proctor, attore e doppiatore statunitense
- 1941 - Bill Crider, scrittore statunitense († 2018)
- 1941 - Peter Cullen, doppiatore canadese
- 1941 - Colin Higgins, regista, sceneggiatore e attore australiano († 1988)
- 1941 - Dianne Jackson, regista e animatrice inglese († 1992)
- 1941 - Michael Mukasey, giurista statunitense
- 1941 - Riccardo Muti, direttore d'orchestra italiano
- 1941 - Susan Roces, attrice filippina († 2022)
- 1942 - Howard Bayne, cestista statunitense († 2018)
- 1942 - Gisela Bock, storica tedesca
- 1942 - Timothy Good, ufologo e violinista inglese
- 1942 - Neilia Hunter Biden, insegnante statunitense († 1972)
- 1942 - Bolesław Kwiatkowski, cestista polacco († 2021)
- 1942 - Rino Nicolosi, politico e sindacalista italiano († 1998)
- 1942 - Louis Portella Mbuyu, vescovo cattolico della Repubblica del Congo
- 1942 - Rosario Sbano, allenatore di calcio e ex calciatore italiano
- 1942 - Kaari Utrio, scrittrice e storica finlandese
- 1943 - Gianfranco Baldazzi, pubblicista, paroliere e storico italiano († 2013)
- 1943 - Mike Bloomfield, chitarrista statunitense († 1981)
- 1943 - Bill Bradley, ex cestista e politico statunitense
- 1943 - Ebrahim Javadi, ex lottatore iraniano
- 1943 - Giovanni Knapp, ciclista su strada italiano († 2021)
- 1943 - Guia Lauri Filzi, attrice pornografica e attrice argentina († 2016)
- 1943 - Judy Martz, politica e pattinatrice di velocità su ghiaccio statunitense († 2017)
- 1943 - Georg Sava, pianista rumeno († 2024)
- 1943 - Richard Wright, cantautore, tastierista e polistrumentista britannico († 2008)
- 1944 - Mel Blyth, calciatore inglese († 2024)
- 1944 - Ollie Darden, ex cestista statunitense
- 1944 - Franz Hasil, allenatore di calcio e ex calciatore austriaco
- 1944 - Fidel Herráez Vegas, arcivescovo cattolico spagnolo
- 1944 - Giuseppe Laganà, animatore, regista e fumettista italiano († 2016)
- 1944 - Frances Lee McCain, attrice statunitense
- 1944 - Alberto Lembo, giornalista e politico italiano († 2022)
- 1944 - Hassan Moustafa, ex pallamanista e dirigente sportivo egiziano
- 1944 - Tsunehiko Watase, attore giapponese († 2017)
- 1945 - Jim Davis, fumettista statunitense
- 1945 - Sergio Echigo, giornalista, dirigente sportivo e ex calciatore brasiliano
- 1945 - Friedrich Lösel, criminologo tedesco
- 1945 - Giuseppe Scimone, criminale italiano († 2007)
- 1946 - Maurizio Boldrini, giornalista e scrittore italiano
- 1946 - Guido Caroselli, meteorologo, giornalista e conduttore televisivo italiano
- 1946 - Maura Palazzi, storica italiana († 2025)
- 1946 - Felice Salina, ex ciclista su strada italiano
- 1946 - Vincenzo Sparagna, editore e giornalista italiano
- 1946 - Alberto Tafner, giornalista italiano
- 1946 - Willie Williams, ex cestista statunitense
- 1947 - Peter Cosgrove, politico e generale australiano
- 1947 - Laura Fasiolo, politica italiana
- 1947 - Barbara Ferrell, ex velocista statunitense
- 1947 - Roberto Gramajo, calciatore argentino († 2023)
- 1947 - Manfred Müller, ex calciatore tedesco
- 1947 - Elena Novikova-Belova, ex schermitrice sovietica
- 1947 - Eiichi Ohtaki, cantautore e produttore discografico giapponese († 2013)
- 1947 - Giuseppe Rocca, sceneggiatore e regista teatrale italiano
- 1947 - Adolfo Scilingo, militare argentino
- 1947 - Sally Struthers, attrice statunitense
- 1947 - Su Tseng-chang, politico taiwanese
- 1948 - Gerald Casale, polistrumentista, cantante e compositore statunitense
- 1948 - Georgia Engel, attrice e doppiatrice statunitense († 2019)
- 1948 - Ruud Geels, calciatore olandese († 2023)
- 1948 - Salvatore Piccolo, politico italiano
- 1948 - Salvatore Visco, arcivescovo cattolico italiano
- 1949 - Vida Blue, giocatore di baseball statunitense († 2023)
- 1949 - Nicola Crisci, politico italiano
- 1949 - Vittorio Curtoni, scrittore di fantascienza e traduttore italiano († 2011)
- 1949 - Jorge D'Alessandro, allenatore di calcio e ex calciatore argentino
- 1949 - Corrado De Concini, matematico italiano
- 1949 - Carolyn Dornak, ex cestista statunitense
- 1949 - Marco Ferradini, cantautore italiano
- 1949 - Giulio Fona, ex hockeista su pista italiano
- 1949 - Simon Kirke, batterista britannico
- 1949 - Celso Mendieta, ex calciatore paraguaiano
- 1949 - Jürgen Rosenthal, batterista tedesco
- 1949 - Milady Tack-Fang, ex schermitrice cubana
- 1949 - Rik Van Linden, ex ciclista su strada, pistard e ciclocrossista belga
- 1949 - Randall Wallace, sceneggiatore, regista e produttore cinematografico statunitense
- 1949 - Maria da Belém Roseira, politica portoghese
- 1950 - Isidore Battikha, arcivescovo cattolico siriano
- 1950 - Hubert Berchtold, ex sciatore alpino austriaco
- 1950 - Howard Buten, scrittore, psicologo e violinista statunitense († 2025)
- 1950 - Chin Aun Soh, allenatore di calcio e ex calciatore malaysiano
- 1950 - Mario Mantovani, politico e imprenditore italiano
- 1950 - Lani Minella, doppiatrice e direttrice del doppiaggio statunitense
- 1950 - Cristóbal Montoro, politico spagnolo
- 1950 - Žarko Olarević, allenatore di calcio e ex calciatore jugoslavo
- 1950 - Roy Rogers, chitarrista e produttore discografico statunitense
- 1950 - Tapley Seaton, politico nevisiano († 2023)
- 1951 - Santiago Calatrava, architetto, ingegnere e scultore spagnolo
- 1951 - Doug Collins, ex cestista, allenatore di pallacanestro e dirigente sportivo statunitense
- 1951 - Gregg Giuffria, tastierista statunitense
- 1951 - Carmen Ionesco, ex discobola e pesista rumena
- 1951 - Ray Kennedy, calciatore e allenatore di calcio britannico († 2021)
- 1951 - Danny Mann, doppiatore, animatore e sceneggiatore statunitense
- 1951 - Dino Pesole, editorialista e giornalista italiano
- 1951 - Francis Piasecki, calciatore e allenatore di calcio francese († 2018)
- 1951 - Alfredo Pérez Rubalcaba, chimico e politico spagnolo († 2019)
- 1951 - Marcela Serrano, scrittrice cilena
- 1951 - Carlos Simões, ex calciatore portoghese
- 1951 - Anthony Williams, politico statunitense
- 1952 - Eduardo Fernández, chitarrista uruguaiano
- 1952 - Gilles Gratton, ex hockeista su ghiaccio canadese
- 1952 - Frode Kvam, ex arbitro di calcio e ex calciatore norvegese
- 1952 - Clint Longley, ex giocatore di football americano statunitense
- 1952 - Wim Meutstege, ex calciatore olandese
- 1952 - Vajiralongkorn, re thailandese
- 1952 - Sandy Van Cleave, ex cestista statunitense
- 1952 - Kōji Yamamoto, cestista giapponese († 2001)
- 1952 - Monique van de Ven, attrice e regista olandese
- 1953 - Guilherme Arantes, cantante, pianista e compositore brasiliano
- 1953 - Don Black, politico statunitense
- 1953 - Elio De Capitani, attore e regista italiano
- 1953 - Guadalupe Larriva, politica ecuadoriana († 2007)
- 1953 - Gennaro Malgieri, politico, giornalista e saggista italiano
- 1953 - Gilles Rampillon, ex calciatore francese
- 1953 - Vladimir Rušajlo, politico russo
- 1953 - Bernard Simondi, allenatore di calcio, dirigente sportivo e ex calciatore francese
- 1954 - Bruce Abbott, attore statunitense
- 1954 - Laurence Boschetto, dirigente d'azienda statunitense
- 1954 - Hugo Chávez, politico e militare venezuelano († 2013)
- 1954 - Depsa, autore televisivo, paroliere e musicista italiano
- 1954 - Gerd Faltings, matematico tedesco
- 1954 - Allan Kozinn, giornalista, critico musicale e docente statunitense
- 1954 - Steve Morse, chitarrista statunitense
- 1954 - Luigi Pirollo, copilota di rally italiano
- 1954 - Antonio Sciortino, giornalista e presbitero italiano
- 1954 - Slaviša Žungul, ex calciatore jugoslavo
- 1955 - Vasile Andrei, ex lottatore rumeno
- 1955 - Licia Apostoli, ex cestista italiana
- 1955 - Franco Di Mare, giornalista, conduttore televisivo e scrittore italiano († 2024)
- 1955 - Wicky Hassan, stilista e imprenditore libico († 2011)
- 1955 - Anneline Kriel, modella e attrice sudafricana
- 1955 - Kees Limmen, ex cestista olandese
- 1955 - Gerald Veasley, bassista statunitense
- 1955 - Chris Vella, ex calciatore maltese
- 1956 - Luca Barbareschi, attore, regista teatrale e conduttore televisivo italiano
- 1956 - Massimo Cellino, imprenditore e dirigente sportivo italiano
- 1956 - Sabrina Grigorian, attrice armena († 1986)
- 1956 - Romy Kermer, ex pattinatrice artistica su ghiaccio tedesca
- 1956 - Aleksandr Kosenkov, tuffatore sovietico
- 1956 - Michèle Rubirola, politica e attivista francese
- 1957 - Stefano Gentili, politico italiano († 2023)
- 1957 - Francesco Massimiani, paroliere e musicista italiano († 1995)
- 1957 - Oscar Muller, calciatore argentino († 2005)
- 1957 - Luigi Vignando, telecronista sportivo italiano
- 1957 - Lello Voce, poeta e scrittore italiano
- 1958 - Mane Cisneros, critica cinematografica spagnola
- 1958 - Olindo Cozzio, dirigente sportivo e ex sciatore alpino italiano
- 1958 - Terry Fox, maratoneta e attivista canadese († 1981)
- 1958 - Michael Hitchcock, attore e produttore televisivo statunitense
- 1958 - Pétur Ormslev, allenatore di calcio e ex calciatore islandese
- 1958 - Carlos Eduardo Pellegrín Barrera, vescovo cattolico cileno
- 1959 - Federico Buffa, giornalista, telecronista sportivo e scrittore italiano
- 1959 - Andrea Chimenti, cantautore italiano
- 1959 - José Manuel Espinosa, ex calciatore spagnolo
- 1959 - Cheryl Gibson, ex nuotatrice canadese
- 1959 - Martin Hole, fondista norvegese († 2024)
- 1959 - Mark Meadows, politico statunitense
- 1959 - Bruno Pupparo, tecnico del suono italiano († 2009)
- 1959 - Marcel Sisniega Campbell, scacchista e regista cinematografico messicano († 2013)
- 1959 - Francesco Virlinzi, produttore discografico italiano († 2000)
- 1959 - William T. Vollmann, scrittore, giornalista e saggista statunitense
- 1960 - Yusuf Alli, ex lunghista nigeriano
- 1960 - Steve Cutler, ex rugbista a 15 e dirigente d'azienda australiano
- 1960 - Alexandre Czerniatynski, allenatore di calcio e ex calciatore belga
- 1960 - Salvatore Di Maggio, politico italiano
- 1960 - Hitoshi Iwaaki, fumettista giapponese
- 1960 - Paul Kaba Thieba, economista e politico burkinabè
- 1960 - Viktor Manakov, pistard russo († 2019)
- 1960 - Edward Matthew Rice, vescovo cattolico statunitense
- 1960 - Elia Suleiman, regista, sceneggiatore e attore palestinese
- 1960 - Yōichi Takahashi, fumettista giapponese
- 1960 - Marco Turco, regista e sceneggiatore italiano
- 1960 - Carlo Vulpio, giornalista e scrittore italiano
- 1960 - Khaled al-Tuwayjiri, politico e funzionario saudita
- 1961 - Yannick Dalmas, ex pilota automobilistico francese
- 1961 - Mustafa El Haddaoui, ex calciatore marocchino
- 1961 - Paul Ganus, attore statunitense
- 1961 - Irene Grazioli, attrice italiana
- 1961 - René Jacquot, ex pugile francese
- 1961 - Aleksandr Kurlovič, sollevatore bielorusso († 2018)
- 1961 - Helmen Kütt, politica estone
- 1961 - Dorte Mandrup, architetto danese
- 1961 - Scott Parazynski, ex astronauta statunitense
- 1961 - Stefano Prandi, filologo e critico letterario italiano
- 1961 - Ágnes Preszler, traduttrice e pittrice ungherese
- 1961 - Harlem Yu, cantante, compositore e conduttore televisivo taiwanese
- 1962 - Torsten Gütschow, ex calciatore e allenatore di calcio tedesco
- 1962 - Lars Håland, ex fondista svedese
- 1962 - Ma Lin, allenatore di calcio e ex calciatore cinese
- 1962 - Michael Mauer, ingegnere e progettista tedesco
- 1962 - José Luis Navarro, ex ciclista su strada e pistard spagnolo
- 1962 - Patrizia Pellegrino, attrice, showgirl e cantante italiana
- 1962 - Margaritīs Schoinas, politico greco
- 1962 - Rachel Sweet, cantante, attrice e sceneggiatrice statunitense
- 1963 - José Álvarez López, ex cestista spagnolo
- 1963 - Beverley Craven, cantante, compositrice e pianista britannica
- 1963 - José Antonio Garzón Roger, scacchista e storico spagnolo
- 1963 - Michael Hayden, attore e cantante statunitense
- 1963 - Elmar Theodor Mäder, ufficiale svizzero
- 1964 - Bruno Bagnoli, ex pallavolista e allenatore di pallavolo italiano
- 1964 - Karin Buder, ex sciatrice alpina austriaca
- 1964 - Aleksandăr Hristov, ex pugile bulgaro
- 1964 - Lori Loughlin, attrice e modella statunitense
- 1964 - Mitsuaki Madono, doppiatore giapponese
- 1964 - Davide Rondoni, poeta, scrittore e drammaturgo italiano
- 1964 - Sybille Schönrock, ex nuotatrice tedesca orientale
- 1964 - Gianluigi Tosto, attore italiano
- 1964 - Bruce Wilkerson, ex giocatore di football americano statunitense
- 1965 - Priscilla Chan, cantante cinese
- 1965 - Matali Crasset, architetta e designer francese
- 1965 - Giambattista Croci, ex rugbista a 15 italiano
- 1965 - Martin Haag, rugbista a 15 e allenatore di rugby a 15 inglese
- 1965 - Daniela Mercury, cantante e compositrice brasiliana
- 1965 - Eliana Miglio, attrice, ex modella e conduttrice televisiva italiana
- 1965 - Rowland Phillips, ex rugbista a 15, ex rugbista a 13 e allenatore di rugby a 15 gallese
- 1965 - Carlo Maria Polvani, arcivescovo cattolico e teologo italiano
- 1965 - Pedro Troglio, allenatore di calcio e ex calciatore argentino
- 1966 - Liz Cheney, politica statunitense
- 1966 - Alessio Cigliano, doppiatore, direttore del doppiaggio e dialoghista italiano
- 1966 - Stefano Dianda, ex calciatore italiano
- 1966 - Grzegorz Filipowski, ex pattinatore artistico su ghiaccio polacco
- 1966 - Mette Gjerskov, politica danese († 2023)
- 1966 - Marina Klimova, ex danzatrice su ghiaccio sovietica
- 1966 - Andy Legg, ex calciatore e allenatore di calcio gallese
- 1966 - Miguel Ángel Nadal, ex calciatore e allenatore di calcio spagnolo
- 1966 - Gerald Olszewski, ex giocatore di football americano e allenatore di football americano tedesco
- 1966 - Udo Riglewski, ex tennista tedesco
- 1966 - Gilbert Saboya Sunyé, politico andorrano
- 1966 - Daniela Scarlatti, attrice italiana
- 1966 - Paul Simpson, allenatore di calcio e ex calciatore inglese
- 1967 - Tito Cicciò, ex rugbista a 15, allenatore di rugby a 15 e dirigente sportivo italiano
- 1967 - Jesús Diego Cota, ex calciatore spagnolo
- 1967 - Aljaksandr Hal'čanjuk, ex hockeista su ghiaccio sovietico
- 1967 - Attila Horváth, discobolo ungherese († 2020)
- 1967 - Carlos Jacott, attore statunitense
- 1967 - Domenico Menorello, politico italiano
- 1967 - Lucas Mondelo, allenatore di pallacanestro spagnolo
- 1967 - Anthony Smith, ex giocatore di football americano statunitense
- 1968 - Fausta Bergamotto, politica italiana
- 1968 - Sébastien Courivaud, attore e fotografo francese
- 1968 - Luis Javier Delgado, ex calciatore costaricano
- 1968 - Adama Diop, cestista senegalese († 1997)
- 1968 - Max Giusti, comico, cabarettista e imitatore italiano
- 1968 - José Jaime González, ex ciclista su strada colombiano
- 1968 - Shin'ya Hasegawa, animatore e character designer giapponese
- 1968 - Marianne Muis, ex nuotatrice olandese
- 1968 - Mildred Muis, ex nuotatrice olandese
- 1968 - Ettore Rosato, politico italiano
- 1968 - Barbara Schaffner, politica svizzera
- 1968 - Péter Vánky, ex schermidore svedese
- 1968 - Eduardo Velasco, attore spagnolo
- 1969 - Michael Amott, chitarrista svedese
- 1969 - Alexis Arquette, attrice statunitense († 2016)
- 1969 - Igor Benedejčič, allenatore di calcio e ex calciatore sloveno
- 1969 - Mike Bernardo, kickboxer e pugile sudafricano († 2012)
- 1969 - Franco Casu, fantino italiano
- 1969 - Noma Dumezweni, attrice sudafricana
- 1969 - Simone Giacchetta, dirigente sportivo e ex calciatore italiano
- 1969 - Billy Graziadei, cantante e chitarrista statunitense
- 1969 - Carolyn Jones, ex cestista statunitense
- 1969 - Tim Lebbon, scrittore di fantascienza britannico
- 1969 - Jón Arnar Magnússon, ex multiplista islandese
- 1969 - Jesús Valbuena, ex calciatore venezuelano
- 1969 - Dana White, imprenditore, telecronista sportivo e personaggio televisivo statunitense
- 1970 - Robert Behnken, ex astronauta e ufficiale statunitense
- 1970 - Isabelle Brasseur, ex pattinatrice artistica su ghiaccio canadese
- 1970 - Diána Eöri, ex schermitrice ungherese
- 1970 - Peppe Iodice, attore, comico e cabarettista italiano
- 1970 - Jean-Sélim Kanaan, diplomatico egiziano († 2003)
- 1970 - Jan Bo Petersen, ex pistard e ciclista su strada danese
- 1970 - Apenisa Tuta Vodo, ex rugbista a 15 figiano
- 1971 - Drew Karpyshyn, scrittore, sceneggiatore e autore di videogiochi canadese
- 1971 - Fabrizio Leo, chitarrista italiano
- 1971 - Stephen Lynch, comico, musicista e attore statunitense
- 1971 - Michael Miabesue Bibi, vescovo cattolico camerunese
- 1971 - Annie Perreault, ex pattinatrice di short track canadese
- 1971 - Nicoletta Spelgatti, politica italiana
- 1971 - Abu Bakr al-Baghdadi, terrorista iracheno († 2019)
- 1972 - Walter Bénéteau, ciclista su strada francese († 2022)
- 1972 - Igor Crnadak, politico bosniaco
- 1972 - Erwann Kermorvant, compositore francese
- 1972 - Nick Lang, attore pornografico ungherese
- 1972 - Liang Qin, ex schermitrice cinese
- 1972 - Petra Magoni, attrice e cantante italiana
- 1972 - Tom Vanhoudt, allenatore di tennis e ex tennista belga
- 1972 - Yum Jung-ah, attrice sudcoreana
- 1973 - Claudia Barzaghi, ex cestista italiana
- 1973 - Illja Blyznjuk, allenatore di calcio e ex calciatore ucraino
- 1973 - Morten Brørs, ex fondista norvegese
- 1973 - Filippo Casagrande, ex ciclista su strada italiano
- 1973 - Marc Dupré, cantante canadese
- 1973 - Émerson Luiz Firmino, ex calciatore brasiliano
- 1973 - Simone Montedoro, attore italiano
- 1973 - Aya Nakahara, fumettista giapponese
- 1973 - Carla Ruocco, politica italiana
- 1973 - Steve Staios, ex hockeista su ghiaccio canadese
- 1973 - Thomas Wæhler, ex calciatore norvegese
- 1973 - Douglas Walker, ex velocista britannico
- 1973 - Anne Wojcicki, imprenditrice e filantropa statunitense
- 1974 - Elizabeth Berkley, attrice e ex modella statunitense
- 1974 - Bodunha, allenatore di calcio e ex calciatore angolano
- 1974 - Tihomir Bulat, allenatore di calcio e ex calciatore croato
- 1974 - Afroman, rapper statunitense
- 1974 - Róbert Gulyás, ex cestista ungherese
- 1974 - Nadya Hutagalung, modella, attrice e conduttrice televisiva australiana
- 1974 - Nicole Narain, modella e attrice statunitense
- 1974 - Norikazu Nobuhara, allenatore di football americano giapponese
- 1974 - Vitalie Pîrlog, politico moldavo
- 1974 - Clotilde Sabatino, attrice italiana
- 1974 - Alexīs Tsipras, politico greco
- 1974 - Hannah Waddingham, attrice e cantante britannica
- 1975 - Edgar Aguilera, ex calciatore paraguaiano
- 1975 - Corey Albano, ex cestista statunitense
- 1975 - Aldo Baio, ex pallanuotista e allenatore di pallanuoto italiano
- 1975 - Gerald Brown, ex cestista e allenatore di pallacanestro statunitense
- 1975 - Marcello Catalano, naturalista italiano
- 1975 - Imke Duplitzer, schermitrice tedesca
- 1975 - Barbara Foria, attrice, conduttrice televisiva e comica italiana
- 1975 - Ken Henry Johnsen, arbitro di calcio norvegese
- 1975 - Kaada, compositore e polistrumentista norvegese
- 1975 - Lim Kwan-shik, ex calciatore sudcoreano
- 1975 - Juan Micha, allenatore di calcio e ex calciatore equatoguineano
- 1975 - Anna Rita Tateo, politica italiana
- 1975 - Leonor Watling, attrice e cantante spagnola
- 1975 - Dana Williams, ex sciatore alpino canadese
- 1976 - Huma Abedin, politica statunitense
- 1976 - Nicola Acunzo, attore e politico italiano
- 1976 - Ondřej Cibulka, nuotatore artistico ceco
- 1976 - Iker Flores, ex ciclista su strada spagnolo
- 1976 - Jóhannes Harðarson, allenatore di calcio e ex calciatore islandese
- 1976 - Stefano Lombardi, allenatore di calcio e ex calciatore italiano
- 1976 - Meng Jie, schermitrice cinese
- 1976 - Lidia Mirchandani, ex cestista spagnola
- 1976 - Kai Schumann, attore tedesco
- 1976 - Jacoby Shaddix, cantante statunitense
- 1976 - Sibel Taşçıoğlu, attrice e doppiatrice turca
- 1977 - Aki Berg, ex hockeista su ghiaccio finlandese
- 1977 - Mark Boswell, altista canadese
- 1977 - Pascale Bruderer, politica svizzera
- 1977 - Zippora, cantante belga
- 1977 - Yania Ferrales, ex discobola cubana
- 1977 - Mike Giannelli, ex sciatore alpino canadese
- 1977 - Emanuel Ginóbili, ex cestista argentino
- 1977 - Allan Hawco, attore, sceneggiatore e produttore televisivo canadese
- 1977 - Dexter Jackson, ex giocatore di football americano statunitense
- 1977 - Malakai Kainihewe, ex calciatore figiano
- 1977 - Chris Samuels, ex giocatore di football americano statunitense
- 1977 - Ladislav Sokolovský, ex cestista, allenatore di pallacanestro e dirigente sportivo ceco
- 1977 - Iris Wolff, scrittrice tedesca
- 1977 - Aleksandar Živković, ex calciatore serbo
- 1978 - Mario Bocaly, allenatore di calcio francese
- 1978 - Birgitta Haukdal, cantante islandese
- 1978 - Yannick Jauzion, rugbista a 15 francese
- 1978 - Hanna Maljar, politica ucraina
- 1978 - Luca Pagano, giocatore di poker italiano
- 1978 - Julian Peterson, ex giocatore di football americano statunitense
- 1978 - Hélder Rodrigues, pilota motociclistico portoghese
- 1978 - Gerco Schröder, cavaliere olandese
- 1978 - Sandro de Gouveia, ex calciatore namibiano
- 1979 - Luciano Abis, pugile italiano
- 1979 - Hugo Alcântara, ex calciatore brasiliano
- 1979 - Ognjen Aškrabić, ex cestista serbo
- 1979 - Maurice Baker, ex cestista e allenatore di pallacanestro statunitense
- 1979 - Roland Bättig, ex calciatore svizzero
- 1979 - Vegar Bjerke, ex calciatore norvegese
- 1979 - Sergej Jur'evič Davydov, ex calciatore russo
- 1979 - Henrik Hansen, allenatore di calcio e ex calciatore danese
- 1979 - Matteo Micheli, politico italiano
- 1979 - Shahzoda, cantante e attrice uzbeka
- 1979 - Carlos Oliva, ex calciatore honduregno
- 1979 - Patty Peage, ex attrice pornografica ungherese
- 1979 - Alena Popčanka, nuotatrice bielorussa
- 1979 - Petar Popović, ex cestista serbo
- 1979 - Dan Nicolae Potra, ex ginnasta rumeno
- 1979 - Maria Edera Spadoni, politica italiana
- 1979 - Uģis Viļums, ex cestista lettone
- 1980 - Heiko Butscher, allenatore di calcio, dirigente sportivo e ex calciatore tedesco
- 1980 - Stephen Christian, cantautore e musicista statunitense
- 1980 - Marc-Éric Gueï, ex calciatore ivoriano
- 1980 - Vanja Plisnić, ex cestista serbo
- 1980 - Tanc Sade, attore australiano
- 1980 - Sam Williams, giocatore di football americano statunitense
- 1981 - Bi Wenjing, ex ginnasta cinese
- 1981 - Aleksandar Bojić, ex cestista serbo
- 1981 - Billy Aaron Brown, attore statunitense
- 1981 - Mathieu Béda, ex calciatore francese
- 1981 - Michael Carrick, allenatore di calcio e ex calciatore inglese
- 1981 - Neil Casey, attore, scrittore e comico statunitense
- 1981 - Mamédy Doucara, ex taekwondoka francese
- 1981 - Willie Green, ex cestista e allenatore di pallacanestro statunitense
- 1981 - Jo In-sung, attore sudcoreano
- 1981 - Dmitrij Komornikov, nuotatore russo
- 1981 - Salesh Kumar, ex calciatore figiano
- 1981 - Mário Sérgio Leal Nogueira, ex calciatore portoghese
- 1981 - Cole Williams, attore statunitense
- 1982 - Joseba Arriaga, ex calciatore spagnolo
- 1982 - Grégory Cerdan, ex calciatore francese
- 1982 - Richard Flood, attore irlandese
- 1982 - Beniamino Marcone, attore italiano
- 1982 - Amaia Olabarrieta, calciatrice spagnola
- 1982 - Tom Pelphrey, attore statunitense
- 1982 - Cain Velasquez, wrestler e ex artista marziale misto statunitense
- 1982 - Carl Waaler Kaas, orientista norvegese
- 1983 - Jussi Aalto, ex calciatore finlandese
- 1983 - Constantin Arbănaș, ex calciatore rumeno
- 1983 - Craig Bradshaw, ex cestista neozelandese
- 1983 - Melissa Comin De Candido, pattinatrice artistica a rotelle italiana
- 1983 - Przemysław Czerwiński, astista polacco
- 1983 - Drew Fata, ex hockeista su ghiaccio canadese
- 1983 - Carlos González Peña, allenatore di calcio e ex calciatore spagnolo
- 1983 - Juan Guaidó, politico venezuelano
- 1983 - Ilir Latifi, artista marziale misto svedese
- 1983 - Heiko Rannula, allenatore di pallacanestro e ex cestista estone
- 1983 - Vladimir Stojković, calciatore serbo
- 1983 - Tamarley Thomas, calciatore antiguo-barbudano
- 1983 - Olavi Uusivirta, cantautore e attore finlandese
- 1983 - Dhanush, attore, produttore cinematografico e cantante indiano
- 1983 - Mihail Venkov, ex calciatore bulgaro
- 1983 - Roderick Wilmont, ex cestista e allenatore di pallacanestro statunitense
- 1983 - Nick Youngquest, rugbista a 13 e modello australiano
- 1983 - Ânderson Miguel da Silva, calciatore brasiliano
- 1984 - Daniel Alaei, giocatore di poker statunitense
- 1984 - Jonathan Bibi, calciatore seychellese
- 1984 - Roline Repelaer van Driel, canottiera olandese
- 1984 - Ali Krieger, ex calciatrice statunitense
- 1984 - Boyd Mwila, ex calciatore zambiano
- 1984 - Zach Parise, hockeista su ghiaccio statunitense
- 1984 - DeMeco Ryans, allenatore di football americano e ex giocatore di football americano statunitense
- 1984 - John David Washington, attore e ex giocatore di football americano statunitense
- 1985 - Khaled Adénon, calciatore beninese
- 1985 - Mathieu Debuchy, ex calciatore francese
- 1985 - Tatiana Encarnación, pallavolista portoricana
- 1985 - Anton Golocuckov, ginnasta russo
- 1985 - Jon Michael Hill, attore statunitense
- 1985 - Arif İsayev, ex calciatore azero
- 1985 - Jirō Kamata, ex calciatore giapponese
- 1985 - Dustin Milligan, attore canadese
- 1985 - Brižitka Molnar, ex pallavolista serba
- 1985 - Topsy Ojo, ex rugbista a 15 britannico
- 1985 - Volodymyr Pol'ovyj, ex calciatore ucraino
- 1985 - Tobias Stechert, ex sciatore alpino tedesco
- 1985 - Christian Süß, tennistavolista tedesco
- 1985 - Mamadou Sy, cestista francese
- 1985 - Benjamin Wess, hockeista su prato tedesco
- 1986 - Diana Broce, modella panamense
- 1986 - Paolo Buso, rugbista a 15 italiano
- 1986 - Essence Carson, ex cestista statunitense
- 1986 - Alexandra Chando, attrice statunitense
- 1986 - Semih Erden, ex cestista turco
- 1986 - Gabe Evans, politico statunitense
- 1986 - Nolan Gerard Funk, attore canadese
- 1986 - Danny Grainger, ex calciatore inglese
- 1986 - Terrence Jennings, taekwondoka statunitense
- 1986 - Lauri Korpikoski, hockeista su ghiaccio finlandese
- 1986 - Maxime Mermoz, ex rugbista a 15 francese
- 1986 - Serhij Pohorhilyj, calciatore ucraino
- 1986 - Huma Qureshi, attrice indiana
- 1986 - Veniamin Rešetnikov, schermidore russo
- 1986 - Donald Washington, ex giocatore di football americano statunitense
- 1987 - Ivan Brečević, calciatore croato
- 1987 - Jevhen Chačeridi, calciatore ucraino
- 1987 - Yasser Corona, ex calciatore messicano
- 1987 - Andrew DePaola, giocatore di football americano statunitense
- 1987 - Michela Giraud, attrice, comica e conduttrice televisiva italiana
- 1987 - Carlos Leonel, ex calciatore portoghese
- 1987 - Indiana, cantautrice britannica
- 1987 - Daniel Johansson, calciatore svedese
- 1987 - Yoshifumi Kashiwa, calciatore giapponese
- 1987 - Sevak Khanagyan, cantante armeno
- 1987 - Avi Malka, calciatore israeliano
- 1987 - Pedro Rodríguez Ledesma, calciatore spagnolo
- 1987 - Nemanja Petrić, pallavolista serbo
- 1987 - Pavel Sergeev, cestista russo
- 1987 - Tom Wallisch, sciatore freestyle statunitense
- 1988 - Oleg Antonov, pallavolista russo
- 1988 - Gurbangeldi Batyrow, calciatore turkmeno
- 1988 - Emanuel Biancucchi, ex calciatore argentino
- 1988 - Ayla Brown, cantante statunitense
- 1988 - Gianni Cantagalli, cestista italiano
- 1988 - Greg Hardy, artista marziale misto e ex giocatore di football americano statunitense
- 1988 - Aleksandr Lesnoj, pesista russo
- 1988 - Xia Li, wrestler cinese
- 1988 - Luo Yunxi, attore, cantante e ballerino cinese
- 1988 - Sirah, cantante e rapper statunitense
- 1988 - Gunnar Nelson, artista marziale misto islandese
- 1988 - Natasha Nice, attrice pornografica francese
- 1988 - Luigi Petrazzuolo, attore italiano
- 1988 - Christophe Psyché, calciatore francese
- 1988 - Roman Savčenko, hockeista su ghiaccio kazako
- 1988 - Serhij Semenov, biatleta ucraino
- 1988 - Sep Vanmarcke, ex ciclista su strada belga
- 1989 - Oleksandr Bondarenko, ex calciatore ucraino
- 1989 - Adrien Broner, pugile statunitense
- 1989 - Angelo Caloiaro, cestista statunitense
- 1989 - Eliana Cargnelutti, chitarrista e cantante italiana
- 1989 - Katharina Dürr, ex sciatrice alpina tedesca
- 1989 - Albin Ekdal, calciatore svedese
- 1989 - Aniss El Hriti, calciatore francese
- 1989 - Yūzo Iwakami, calciatore giapponese
- 1989 - Lasha K'asradze, calciatore georgiano
- 1989 - Aram Khalili, ex calciatore norvegese
- 1989 - Felipe Kitadai, judoka brasiliano
- 1989 - Andrea Lovotti, rugbista a 15 italiano
- 1989 - Alexandros Paschalakīs, calciatore greco
- 1989 - Veronica Signorini, triatleta italiana
- 1989 - Su Wei, cestista cinese
- 1989 - Ami Ōtaki, ex calciatrice giapponese
- 1990 - Dian Luka, giocatore di calcio a 5 brasiliano
- 1990 - T.J. Carrie, giocatore di football americano statunitense
- 1990 - David Cournooh, cestista italiano
- 1990 - Alex Di Giorgio, nuotatore italiano
- 1990 - Lukáš Lupták, calciatore slovacco
- 1990 - Yulián Mejía, ex calciatore colombiano
- 1990 - Roberto Rodríguez, calciatore svizzero
- 1990 - Gëzim Shalaj, calciatore svizzero
- 1990 - Takuya Wada, calciatore giapponese
- 1990 - Emma Wareus, modella botswana
- 1990 - Soulja Boy, rapper, produttore discografico e attore statunitense
- 1990 - Ramiz Çovdarov, giocatore di calcio a 5 azero
- 1991 - Kantemir Balagov, regista e sceneggiatore russo
- 1991 - T.T. Carey, ex cestista statunitense
- 1991 - Evgenij Fidij, cestista russo
- 1991 - Patrick Hoban, calciatore irlandese
- 1991 - Kaveh Kakaeinezhad, artista, drammaturgo e poeta iraniano
- 1991 - Rafael Lopes, calciatore portoghese
- 1991 - Lorentz, rapper svedese
- 1991 - Loret Sadiku, calciatore kosovaro
- 1991 - Caleb Smith, giocatore di baseball statunitense
- 1991 - Lukáš Štetina, calciatore slovacco
- 1991 - Chanel Terrero, attrice, cantante e ballerina cubana
- 1991 - Priyanka Xi, attrice neozelandese
- 1992 - Domenic Alberga, hockeista su ghiaccio canadese
- 1992 - Stephone Anthony, giocatore di football americano statunitense
- 1992 - Ekaterina Baturina, slittinista russa
- 1992 - Spencer Boldman, attore statunitense
- 1992 - Juan Cruz, calciatore spagnolo
- 1992 - Srđan Dimitrov, calciatore serbo
- 1992 - Frederik Frison, ciclista su strada belga
- 1992 - Shikin Gomez, modella malese
- 1992 - Viktōr Klōnaridīs, calciatore belga
- 1992 - Misato Komatsubara, danzatrice su ghiaccio giapponese
- 1992 - Kevin Olekaibe, ex cestista statunitense
- 1992 - Sabine Schöffmann, snowboarder austriaca
- 1992 - Bailey Wright, calciatore australiano
- 1993 - Dimităr Aleksiev, calciatore bulgaro
- 1993 - Ferhat Arıcan, ginnasta turco
- 1993 - Noam Dar, wrestler israeliano
- 1993 - Josh García, ex calciatore statunitense
- 1993 - Sammy Guevara, wrestler statunitense
- 1993 - Burak Güngör, pallavolista turco
- 1993 - Zarko Jukić, cestista danese
- 1993 - Harry Kane, calciatore inglese
- 1993 - Michał Koj, calciatore polacco
- 1993 - Cher Lloyd, cantante britannica
- 1993 - Niklas Lomb, calciatore tedesco
- 1993 - Abujazid Mancigov, lottatore russo
- 1993 - Jordan McCrary, ex calciatore statunitense
- 1993 - Moses Odubajo, calciatore inglese
- 1993 - Leonel Pierce, calciatore argentino
- 1993 - Josh Prenot, nuotatore statunitense
- 1993 - Eduart Rroca, calciatore albanese
- 1993 - Gerard Valentín, calciatore spagnolo
- 1993 - Mohamed Yattara, calciatore guineano
- 1994 - Barbara Bacciottini, pallavolista italiana
- 1994 - Sven van Beek, calciatore olandese
- 1994 - Walker Buehler, giocatore di baseball statunitense
- 1994 - Michael Duffy, calciatore nordirlandese
- 1994 - Michaela Fekete, cestista slovacca
- 1994 - Javan Felix, ex cestista statunitense
- 1994 - Luca Forte, calciatore italiano
- 1994 - José Manuel Naranjo, calciatore spagnolo
- 1994 - Dominik Holec, calciatore slovacco
- 1994 - Jessica Jislová, biatleta ceca
- 1994 - Boban Nikolov, calciatore macedone
- 1994 - Prachaya Ruangroj, attore e modello thailandese
- 1994 - Jennymar Santiago, pallavolista portoricana
- 1994 - Tom Vodanovich, cestista neozelandese
- 1994 - Mihai Voduț, ex calciatore rumeno
- 1995 - Charlotte Beaumont, attrice britannica
- 1995 - Angela Bundalovic, attrice danese
- 1995 - Tobias Carlsson, calciatore svedese
- 1995 - Nickel Chand, calciatore figiano
- 1995 - Logan Cooke, giocatore di football americano statunitense
- 1995 - Briadam Herrera, tuffatore statunitense
- 1995 - Brian Mieres, calciatore argentino
- 1995 - Zoltán Perl, cestista ungherese
- 1995 - Ányelo Rodríguez, calciatore uruguaiano
- 1995 - Coleman Shelton, giocatore di football americano statunitense
- 1995 - Renato Tapia, calciatore peruviano
- 1995 - Maximilian Ugrai, cestista tedesco
- 1996 - Arbenita Curraj, calciatrice albanese
- 1996 - Harriet Dart, tennista britannica
- 1996 - Alex Roldán, calciatore statunitense
- 1996 - Yankuba Sima, cestista spagnolo
- 1996 - Samuel Tetteh, calciatore ghanese
- 1996 - Rasmus Tiller, ciclista su strada norvegese
- 1997 - Terrence Bieshaar, cestista olandese
- 1997 - Cristina Carp, calciatrice rumena
- 1997 - Chiara De Bortoli, pallavolista italiana
- 1997 - Andreas Fossli, giocatore di calcio a 5 e calciatore norvegese
- 1997 - Igor Ivanović, calciatore serbo
- 1997 - Anna Emilie Møller, siepista, mezzofondista e ex cestista danese
- 1997 - Bilal Ould-Chikh, calciatore olandese
- 1997 - Juan Pintado, calciatore uruguaiano
- 1997 - Jeffery Simmons, giocatore di football americano statunitense
- 1997 - Diego Sosa, calciatore argentino
- 1997 - Lindy Waters, cestista statunitense
- 1997 - Everton Felipe, ex calciatore brasiliano
- 1998 - Ragnar Ache, calciatore tedesco
- 1998 - Matko Babić, calciatore croato
- 1998 - Heidi Ellingsen, calciatrice norvegese
- 1998 - Nelly Korda, golfista statunitense
- 1998 - Isaiah Livers, cestista statunitense
- 1998 - Diego Loureiro, calciatore brasiliano
- 1998 - Neisser Loyola, schermidore cubano
- 1998 - Frank Ntilikina, cestista francese
- 1998 - Précillia Rinaldi, calciatrice francese
- 1998 - Sam Surridge, calciatore inglese
- 1999 - Daniel Aguirre, calciatore statunitense
- 1999 - Ivan Alipiev, cestista bulgaro
- 1999 - Ignacio Anzola, calciatore venezuelano
- 1999 - Hrvoje Babec, calciatore croato
- 1999 - Christian Barmore, giocatore di football americano statunitense
- 1999 - Troy Brown, cestista statunitense
- 1999 - Rogier Dorsman, nuotatore olandese
- 1999 - Sacha Fenestraz, pilota automobilistico francese
- 1999 - Jonathan Garvin, giocatore di football americano statunitense
- 1999 - Maksim Glušenkov, calciatore russo
- 1999 - Alex Haydock-Wilson, velocista britannico
- 1999 - Łukasz Kolenda, cestista polacco
- 1999 - Noah Kuavita, ginnasta belga
- 1999 - Håvard Moseby, fondista norvegese
- 1999 - Marija Novolodskaja, ciclista su strada e pistard russa
- 1999 - Fabian Nürnberger, calciatore bulgaro
- 1999 - Jordan Schnitzer, pallavolista canadese
- 1999 - D.J. Stewart, cestista statunitense
- 1999 - Frank Tsadjout, calciatore italiano
- 1999 - GloRilla, rapper statunitense
- 1999 - Keisuke Ōsako, calciatore giapponese
- 2000 - Braian Aguirre, calciatore argentino
- 2000 - Asparuh Asparuhov, pallavolista bulgaro
- 2000 - Yasmin Harper, tuffatrice britannica
- 2000 - Shunki Higashi, calciatore giapponese
- 2000 - Nunzio Lella, calciatore italiano
- 2000 - Florian Léopold, cestista francese
- 2000 - Mero, rapper tedesco
- 2000 - Keito Nakamura, calciatore giapponese
- 2000 - Geōrgios Neofytidīs, calciatore greco
- 2000 - Emile Smith Rowe, calciatore inglese
- 2000 - Sebastian Soto, calciatore statunitense
- 2000 - Dominik Yankov, calciatore bulgaro

## XXI secolo(24)
- 2001 - Cole Bassett, calciatore statunitense
- 2001 - Nassim Chadli, calciatore francese
- 2001 - Santiago Laquidain, calciatore argentino
- 2001 - Álex Méndez, calciatore spagnolo
- 2001 - Evan Williams, giocatore di football americano statunitense
- 2002 - Tessy Ebosele, lunghista e triplista spagnola
- 2002 - Mads Hansen, calciatore danese
- 2002 - Facundo Kruspzky, calciatore argentino
- 2002 - Elena Kuličenko, altista russa
- 2002 - Lee Tae-seok, calciatore sudcoreano
- 2002 - Víctor Rofino, calciatore guineense
- 2002 - Zhu Zifeng, tuffatore cinese
- 2003 - Esmee Brugts, calciatrice olandese
- 2003 - Anthaya Charlton, lunghista bahamense
- 2003 - Mike Green, giocatore di football americano statunitense
- 2003 - Marina Kälin, fondista svizzera
- 2003 - Malik Nabers, giocatore di football americano statunitense
- 2003 - Ryder Sarchett, sciatore alpino statunitense
- 2003 - Matthew Sates, nuotatore sudafricano
- 2005 - Sina Arnet, saltatrice con gli sci svizzera
- 2005 - Eduard Kim, nuotatore artistico kazako
- 2005 - David Planka, calciatore ceco
- 2005 - Flavio Vitale, sciatore alpino francese
- 2006 - Lilou Lluís Valette, nuotatrice artistica spagnola